# Milano-Torino 2015
La Milano-Torino 2015, novantaseiesima edizione della corsa e valevole come evento dell'UCI Europe Tour 2015 categoria 1.HC, si svolse il 1º ottobre 2015 su un percorso di 186 km, con partenza da San Giuliano Milanese e arrivo alla Basilica di Superga, in Italia. La vittoria fu appannaggio dell'italiano Diego Rosa che terminò la gara in 4h27'51", alla media di 41,665 km/h, precedendo il polacco Rafał Majka e il connazionale Fabio Aru.
Sul traguardo della Basilica di Superga 102 ciclisti portarono a termine la competizione.

## Squadre e corridori partecipanti
| N.    | Cod. | Squadra                     |
| ----- | ---- | --------------------------- |
| 1-8   | ALM  | AG2R La Mondiale            |
| 11-18 | AND  | Androni Giocattoli-Sidermec |
| 21-28 | AST  | Astana Pro Team             |
| 31-38 | BAR  | Bardiani-CSF                |
| 41-48 | BOA  | Bora-Argon 18               |
| 51-58 | COL  | Colombia                    |
| 61-68 | FDJ  | FDJ                         |
| 71-78 | IAM  | IAM Cycling                 |
| 81-88 | LAM  | Lampre-Merida               |
| 91-98 | MOV  | Movistar Team               |

| N.      | Cod. | Squadra                    |
| ------- | ---- | -------------------------- |
| 101-108 | MTN  | MTN-Qhubeka                |
| 111-118 | NIP  | Nippo-Vini Fantini         |
| 121-128 | STH  | Southeast Pro Cycling Team |
| 131-138 | TCG  | Team Cannondale-Garmin     |
| 141-148 | KAT  | Team Katusha               |
| 151-158 | TLJ  | Team Lotto NL-Jumbo        |
| 161-168 | TNN  | Team Novo Nordisk          |
| 171-178 | SKY  | Team Sky                   |
| 181-188 | TCS  | Tinkoff-Saxo               |
| 191-198 | TFR  | Trek Factory Racing        |

## Ordine d'arrivo (Top 10)
| Pos. | Corridore          | Squadra      | Tempo    |
| ---- | ------------------ | ------------ | -------- |
| 1    | Diego Rosa         | Astana       | 4h27'51" |
| 2    | Rafał Majka        | Tinkoff-Saxo | a 16"    |
| 3    | Fabio Aru          | Astana       | a 18"    |
| 4    | Thibaut Pinot      | FDJ          | a 20"    |
| 5    | Wout Poels         | Sky          | a 23"    |
| 6    | Damiano Cunego     | Nippo        | a 32"    |
| 7    | Domenico Pozzovivo | AG2R         | s.t.     |
| 8    | Giovanni Visconti  | Movistar     | s.t.     |
| 9    | Daniel Moreno      | Katusha      | a 36"    |
| 10   | Davide Villella    | Cannondale   | a 39"    |